# Jaume Cabré i Fabré
Jaume Cabré i Fabré (Barcelona, 30 d'abril del 1947) és un escriptor i guionista català, natural de Terrassa.

## Biografia
Llicenciat en Filologia Catalana per la Universitat de Barcelona, catedràtic d'ensenyament mitjà en excedència i professor a la Universitat de Lleida, és membre de la Secció Filològica de l'Institut d'Estudis Catalans.
Durant molts anys, ha compaginat l'escriptura literària amb l'ensenyament. També ha treballat en guions televisius i cinematogràfics. Amb Joaquim Maria Puyal, va ser el creador i guionista de la primera sèrie televisiva: La granja (1989-1992), a la qual van seguir altres títols com Estació d'enllaç (1994-1998), Crims (2000) i els telefilms La dama blanca (1987), Nines russes (2003) i Sara (2003). En el terreny cinematogràfic, ha estat coautor (juntament amb Jaume Fuster, Vicenç Villatoro i Antoni Verdaguer) del guió de la pel·lícula d'Antoni Verdaguer La teranyina (1990), basada en la seva novel·la, Premi Sant Jordi de novel·la 1984. Amb el mateix equip va fer el guió d'Havanera 1820 (1993).
Ha rebut els principals premis de la literatura catalana a obra inèdita i obra publicada, així com el Premi d'Honor de les Lletres Catalanes, atorgat per Òmnium Cultural, pel conjunt de la seva obra i trajectòria. El 2014, va ser distingit amb la Creu de Sant Jordi en tant que persona destacada pels serveis prestats a Catalunya. El 2017 fou guardonat amb el Premi Trajectòria durant la Setmana del Llibre en Català per l'excel·lència de la seva obra com a escriptor i guionista i la defensa de la cultura en català.
El 2017 va anar a les llistes de Junts per Catalunya per Barcelona a les Eleccions al Parlament de Catalunya de 2017 i va col·laborar a la revista Illegal Times.

## Obra literària

### Els inicis
Es dona a conèixer amb dos llibres de narracions, Faules de mal desar (1974) i Toquen a morts (1977).
La seva primera novel·la, Galceran, l'heroi de la guerra negra (1978), ja fa aparèixer el que seran temes recurrents de la seva obra: el poder i la condició humana. El personatge del bandoler Jaume Galceran, ple de contradiccions, està dibuixat com un heroi malgrat ell mateix durant la Guerra dels Matiners (Segona Guerra carlina).
La segona novel·la, Carn d'olla (1978), fa ressaltar un personatge ben diferent, la Barringa Barranga, una exprostituta que ha establert una xarxa de relacions en el barri barceloní de Sant Antoni.
En El mirall i l'ombra (1980), apareix per primer cop la música i, en certa manera, la reflexió sobre el valor de la creació artística, que més endavant seran temes presents de manera constant.
L'any 1980, publica una obra de literatura infantil, la novel·la La història que en Roc Pons no coneixia i, un any més tard, un conte que porta el títol d'El blauet.

### La consolidació
Durant els anys 1984 i 1985, apareixen els tres títols que conformaran el cicle de Feixes i que treballava des de feia molts anys. El 1984, apareix La teranyina, història emmarcada en la Setmana Tràgica i que narra les vicissituds d'aquells moments, però no a Barcelona sinó a la ciutat de Feixes, correlat literari de Terrassa. La lluita pel poder polític, econòmic, familiar, es reflecteix en els moviments dels diversos personatges de la família Rigau i dels altres personatges que viuen en aquesta novel·la.
El mateix 1984, apareix Fra Junoy o l'agonia del sons, una novel·la de gestació lenta, com seran a partir d'ara les novel·les que publiqui Cabré, en què, a més dels moviments subterranis del món eclesial de Feixes i del monestir de la Ràpita, del qual el frare protagonista és confessor, la música hi té un protagonisme destacable. Alguns dels personatges de La teranyina i el món de Feixes també són presents en aquesta novel·la, que en certa manera n'és una continuació. Hi destaca la figura de fra Junoy, una mena de víctima dels que tenen poder de manipulació.
El 1985, publica la "nouvelle" Luvowski o la desraó, que és el punt final d'aquests personatges i famílies que han viscut en les altres dues novel·les. Aquest relat va ser publicat dins d'un llibre de narracions: Llibre de preludis, en què la música encara hi és més present.
El 1984, va publicar la seva segona novel·la infantil: L'home de Sau.

### La maduresa

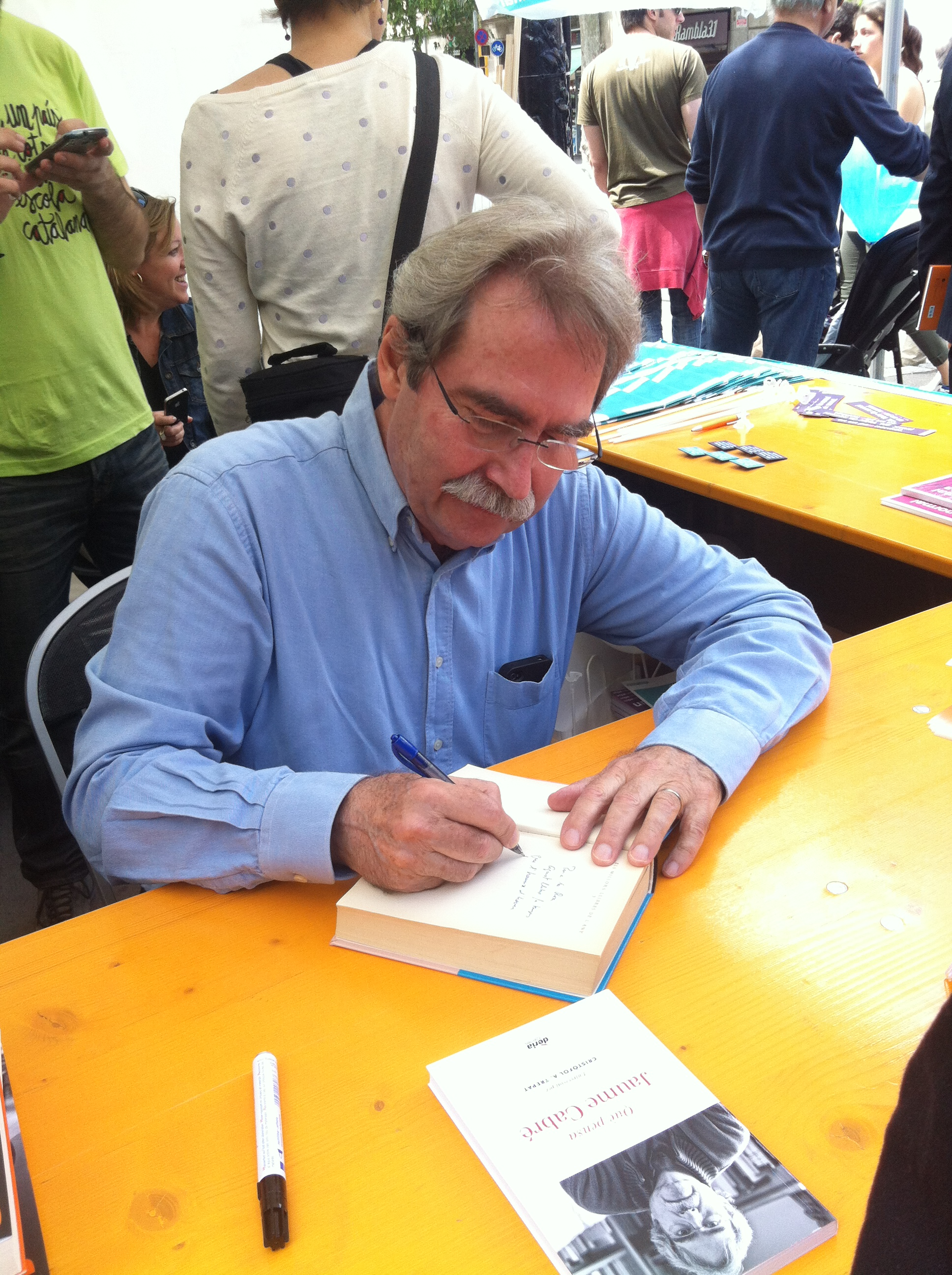
Diada de Sant Jordi 2014 a Barcelona

El 1991, apareix Senyoria, una novel·la sobre la corrupció judicial que emana del poder absolut i situada a la Barcelona de finals del segle xviii. Si amb fra Junoy va pintar una víctima, ara amb don Rafel Massó, el regent civil de l'Audiència de Barcelona, pinta la figura del botxí, amb totes les seves pors i els seus egoismes.
L'ombra de l'eunuc (1996) és una novel·la que relata els anys del final del franquisme, la transició i els anys posteriors des de la perspectiva de la generació de l'autor, personificada per Miquel Gensana, el protagonista. Al mateix temps, és una novel·la de reflexió sobre el fet creatiu i, especialment, el fet musical. L'estructura del relat està basada en la mateixa estructura del Concert per a violí i orquestra, d'Alban Berg.
Mentre inicia la següent novel·la fa una incursió en altres gèneres. El 1999, publica El sentit de la ficció, un assaig sobre la creació literària, sobre l'escriptura, sobre la cuina de l'escriptor.
El 2000, hi ha un retorn al conte amb el llibre de relats Viatge d'hivern. Catorze històries relacionades entre si per impulsos amagats. El lector va descobrint aquestes relacions a mesura que avança en els relats; i el lligam s'hi manté malgrat que cada relat s'esdevé en llocs i èpoques ben diferents. És una mirada a l'Europa que no hem sabut construir de cap altra manera.
L'any següent, el 2001, publica i estrena al Teatre Nacional de Catalunya, l'obra de teatre Pluja seca, en què apareix el tema de la tergiversació de la memòria històrica i sobre el fet que la història l'escriuen els vencedors. El drama comença al castell de Peníscola convertit en cort papal (veritable per a ells, cismàtica per a Roma) el dia que mor Benet XIII i el delmat col·legi cardenalici decideix nomenar un successor, que a Roma qualifiquen d'antipapa.
La seva novel·la Les veus del Pamano (2004) arrenca als anys quaranta, en un poble del Pallars Sobirà i arriba fins avui en dia, amb un fris de personatges com els mestres Oriol Fontelles i Tina Bros, o la senyora Elisenda Vilabrú. La memòria històrica, la impossibilitat del perdó, la por de l'oblit són alguns dels temes que apareixen en aquesta novel·la. El 16 de novembre del 2009, TV3 va estrenar una minisèrie de 2 capítols basada en la novel·la.
El 2005, publica el segon assaig: La matèria de l'esperit, sobre la lectura literària.
El 2011, publica Jo confesso, una novel·la de novel·les que reflexiona sobre la idea del mal en la història de la humanitat a partir de la vida d'un personatge culte i molt intel·ligent nascut a la Barcelona de la postguerra. La novel·la esdevé un gran èxit de públic dins i fora de l'àmbit lingüístic català, i és traduïda a setze llengües.
El 2017 publica Quan arriba la penombra, un recull de contes que exploren la violència i la maldat com a part de la condició humana.
El 2021 publica la novel·la curta Consumits pel foc.

### Òpera
Cabré és també autor del llibret de l'òpera Llull, amb música de Francesc Cassú. L'obra neix d'un encàrrec de Josep Lagares, mecenes i president de Metalquímia, i fou estrenada en dues funcions el 23 i 24 de novembre de 2018 a l'Auditori de Girona.

### Relats
- Faules de mal desar (Editorial Selecta, Barcelona 1974)
- Toquen a morts (Edicions La Magrana, Barcelona 1977)
- Tarda lliure (1981) (Premi Recull, 1980)
- La historia que en Roc Pons no coneixia (Vaixell de Vapor, Barcelona 1980)
- Llibre de preludis (Edicions 62, Barcelona 1985 / Proa, Barcelona 2002)
- Viatge d'hivern (Proa, Barcelona 2000)
- Baix continu (Proa, Barcelona 2007)
- Quan arriba la penombra (Proa, Barcelona 2017)

### Novel·la
- Galceran, l'heroi de la guerra negra (Laia, Barcelona 1978 / Proa, Barcelona 1990)
- Carn d'olla. (Moll, Palma 1978 / Proa, Barcelona 1999)
- El mirall i l'ombra (Laia, Barcelona 1980)
- La teranyina (Proa, Barcelona, 1984)
- Fra Junoy o l'agonia dels sons (Edicions 62, Barcelona 1984 / Proa, Barcelona 1998)
- Senyoria (Proa, Barcelona 1991)
- El llibre de Feixes [La teranyina, Fra Junoy o l'agonia dels sons i Luwovski o la desraó] (Proa, Barcelona 1996)
- L'ombra de l'eunuc (Proa, Barcelona 1996)
- Les veus del Pamano (Proa, Barcelona 2004)
- Jo confesso (Proa, Barcelona 2011)
- Consumits pel foc (Proa, Barcelona 2021)

### Assaig
- El sentit de la ficció (Proa, Barcelona 1999)
- La matèria de l'esperit (Proa, Barcelona 2005)
- Les incerteses (Proa, 2015)
- Tres assaigs. Pròleg de D. Sam Abrams (Proa, Barcelona 2019)

### Teatre
- Pluja seca (Proa-TNC, Barcelona 2001)

### Novel·les i relats infantils
- La història que en Roc Pons no coneixia (Editorial La Galera, Barcelona 1980)
- L'any del blauet (Editorial Barcanova, Barcelona 1981)
- L'Home de Sau (Editorial La Galera, Barcelona 1985)
- En Pere i el bosc (Editorial Estrella Polar, Barcelona 2015)

### Guionatge
- La dama blanca (telefilm) (1987)
- La teranyina (radionovel·la) (1988)
- Fins que la mort ens separi (radionovel·la) (1989)
- La granja (sèrie TV) (1989-1992)
- La teranyina (film) (1990)
- Havanera 1820 (film) (1993)
- Estació d'enllaç (sèrie TV) (1994-1998)
- Crims (sèrie TV) (2000)
- Nines russes (telefilm) (2003)
- Sara (telefilm) (2003)

### Obra traduïda
- Traduccions de Consumits pel foc
  - Ucraïnès: Поглинуті вогнем (trad. de Petró Taraixtxuk / Tarashchuk). Folio, Kíiv, 2023.

- Traduccions de Jo confesso
  - Castellà: Yo confieso (trad. de Concha Cardeñoso Sáenz de Miera). Destino. Barcelona, 2011.
  - Alemany: Das Schweigen des Sammlers (trad. de Kirsten Brandt i Petra Zickmann). Insel Verlag. Berlín, 2011.
  - Italià: Io confesso (trad. de Stefania Maria Ciminelli). Rizzoli. Milà, 2012.
  - Neerlandès: De Bekentenis van Adrià (trad. de Pieter Lamberts i Joan Garrit). Uitgeverij Signatuur. Utrecht, 2013.
  - Polonès: Wyznaję (trad. d'Anna Sawicka). Wydawnictwo Marginesy. Varsòvia, 2013.
  - Francès: Confiteor (trad. d'Edmond Raillard) Actes Sud. Arle, 2013.
  - Albanès: Unë Rrefehem (trad. de Bashkim Shehu). Instituti i Dialogut dhe Komunikimit. Tirana, 2013.
  - Danès: Jeg bekender (trad. d'Ane-Grethe Østergaard). Turbine Forlaget. Aarhus, 2014.
  - Noruec: Jeg bekjenner (trad. de Kjell Risvik). Cappelens Damm Forlag. Oslo, 2014.
  - Anglès: Confessions (trad. de Mara Faye Lethem). Arkadia Books. Londres, 2014.
  - Hongarès: Én vétkem (trad. de Zsuzsanna Tomcsányi). Libri Kyadó. Budapest. 2014.
  - Portuguès: Eu confesso (trad. de Maria João Teixeira Moreno). Edições Tinta da China. Lisboa, 2015.
  - Turc: Itiraf Ediyorum (trad. de Suna Kiliç). Alef Yayinevi. Istanbul, 2015.
  - Rus: Я исповедуюсь (trad. de Е. Гущина; А. Уржумцева; М. Абрамова). Азбука-Аттику. Moscou, 2015.
  - Búlgar: Изповядвам (trad. de Мая Генoва). Colibrí. Sofia, 2015.
  - Txec: Přiznávám, že... (trad. Jan Schejbal). dybbuk. Praga, 2015.
  - Grec: Confiteor (trad. d'Evriviádis Sofos). εκδόσεις Πόλις. Atenes, 2016.
  - Eslovè: Confiteor (trad. de Vesna Velkovrh Bukilica). Cankarjeva Založba. Ljubljana, 2016.
  - Croat: Ispovijedam (trad. de Boris Dumančić). Fraktura. Zagreb, 2016.
  - Suec: Jag bekänner (trad. de Jens Nordenhök). Nilsson förlag. Malmö, 2016.
  - Ucraïnès: Моє каяття (trad. de Petró Taraixtxuk / Tarashchuk, Петро Таращук). Folio, Khàrkiv, 2017.
  - Xinès tradicional: 我忏悔 (trad. de Qiu Meilan). Dreamland Shu Guangx. Pequín, 2018
  - Letó: Es atzīstos (trad. de Dace Meiere). Mansards. Riga, 2019.
  - Coreà: 나는 고백한다 1,2,3 (trad. de Garam Kwon). Minumsa. Seül, 2020.
  - Romanès: Confiteor (trad. Jana Balacciu Matei). Editura Pandora M. Bucarest, 2021.
  - Macedònic: Исповед (trad. de Margarita Malenkova). Bata Press. Skopje, 2021.

- Traduccions de Les veus del Pamano
  - Hongarès: A Pamano zúgása (trad. de Zsuzsanna Tomcsányi). Európa Könyvkiadó. Budapest, 2006.
  - Alemany: Die Stimmen des Flusses (trad. de Kirsten Brandt). Insel Verlag. Frankfurt, 2007.
  - Neerlandès: De stemmen van de Pamano (trad. de Pieter Lamberts i Joan Garrit). Uitgeverij Signature. Utrecht, 2007.
  - Italià: Le voci del fiume (trad. de Stefania Maria Ciminelli). La Nuova Frontiera. Roma, 2007.
  - Portuguès: As vozes do rio Pamano (trad. de Jorge Fallorca). Edições Tinta da China. Lisboa, 2008.
  - Grec: Οι φωνές του ποταμού Παμάνο (trad. d'Evriviadis Sofós). Papyros Public Group. Atenes, 2008.
  - Romanès: Vocile lui Pamano (trad. de Jana Balacciu Matei). Editura Meronia. Bucarest, 2008.
  - Francès: Les voix du Pamano (trad. de Bernard Lesfargues). Christian Bourgois Éditeur. París, 2009.
  - Noruec: Stemmene fra Pamano (trad. de Kjell Risvik). Cappelens Forlag. Oslo, 2009.
  - Eslovè: Šumenje Pamana (trad. de Veronika Rot). Učila International. Ljubljana, 2010.
  - Castellà: Las voces del Pamano (trad. de Concha Cardeñoso Sáenz de Miera). Ediciones Destino. Barcelona, 2012.
  - Croat: Glasovi Pamana. (trad. de Boris Dumančić). Fraktura. Zaprešić, 2012.
  - Serbi: Glasovi reke. (trad. de Silvija Monros Stojaković). Laguna. Belgrad, 2014.
  - Polonès: Glosy Pamano (trad. d'Anna Sawicka). Wydawnictwo Marginesy. Varsòvia, 2014.
  - Xinès tradicional: 河流之聲 (trad. de Wen-Yuan Chang). Nanfan Chiayuan, Co. Ltd. Taipei, 2015
  - Rus: Голоса Памано (trad. d'Elena Zernova). Иностранка, Азбука-Аттикус. Moscou, 2017.
  - Suec: Rösterna från floden (trad. de Maria Cederroth). Nilsson förlag. Malmö, 2019.
  - Ucraïnès: голоси Памано (trad. de Petró Taraixtxuk / Tarashchuk). Folio, Kíiv, 2022.

- Traduccions de L'ombra de l'eunuc
  - Hongarès: Az eunuch Árnyéka (trad. de Zsuzsanna Tomcsányi). Európa Könyvkiadó. Budapest, 2004.
  - Romanès: Umbra eunucului (trad. de Jana Balacciu Matei). Editura Meronia. Bucarest, 2004.
  - Francès: L'ombre de l'eunuque (trad. de Bernard Lesfargues). Christian Bourgois Éditeur. París, 2006.
  - Eslovè: Evnuhova senca (trad. de Simona Škrabec). Beletrina. Ljubljana, 2006.
  - Italià: L'ombra dell'eunuco (trad. de Stefania Maria Ciminelli). La Nuova Frontiera. Roma, 2010.
  - Castellà: La sombra del eunuco (trad. de Concha Cardeñoso Sáenz de Miera). Ed. Destino. Barcelona, 2015.
  - Neerlandès: De schaduw van de eunuch (trad. de Pieter Lamberts i Joan Garrit). Uitgeverij Signatuur. Utrecht, 2016.
  - Polonès: Cień eunucha (trad. d'Anna Sawicka). Wydawnictwo Marginesy. Warszawa, 2016.
  - Rus: Тень евнуха (trad. d'Alexandra Grebennikova). М.: Иностранка, Азбука-Аттикус, 2016. Moscou, 2016.

- Traduccions de Senyoria
  - Castellà: Señoría (trad. de Daniel Royo). Grijalbo Mondadori. Barcelona, 1993 – 2a edició: Random House Mondadori. Barcelona, 2005.
  - Hongarès: Ömeltósága (trad. de Zsuzsanna Tomcsányi). Európa Könyvkiadó. Budapest, 2001.
  - Romanès: Excelenta (trad. de Jana Balacciu Matei). Editura Meronia. Bucarest, 2002.
  - Gallec: Señoría (trad. de Dolores Martínez Torres). Editorial Galaxia. Vigo, 2002.
  - Francès: Sa Seigneurie (trad. de Bernard Lesfargues). Christian Bourgois Éditeur. París, 2004.
  - Portuguès: Sua Senhoria (trad. de Jorge Fallorca). Edições Tinta da China. Lisboa, 2007.
  - Albanès: Senjoria (trad. de Bashkim Shehu). Instituti i Librit & Komunikimit. Tirana, 2008.
  - Italià: Signoria (trad. d'Ursula Bedogni). La Nuova Frontiera. Roma, 2009.
  - Alemany: Senyoria (trad. de Kirsten Brandt). Suhrkamp Verlag. Frankfurt, 2009.
  - Neerlandès: Edelachtbare (trad. de Pieter Lamberts i Joan Garrit). Uitgeverij Signature. Utrecht, 2010.
  - Polonès: Jaśnie pan (trad. d'Anna Sawicka). Wydawnictwo Marginesy. Varsòvia, 2015.

- Traduccions de Fra Junoy o l'agonia dels sons
  - Castellà: Fray Junoy o la agonía de los sonidos (trad. d'Enrique Sordo). Espasa-Calpe. Madrid, 1988.
  - Hongarès: Junoy barát, avagy a hangok halála (trad. de Zsuzsanna Tomcsányi). Európa Könyvkiadó. Budapest, 2009.

- Traduccions de La teranyina
  - Castellà: La telaraña (trad. d'Enrique Sordo). Argos-Vergara. Barcelona, 1984.
  - Francès: La toile d'araignée (trad. de Patrick Gifreu). Éditions du Chiendent. Marcèvol, 1985.

- Traduccions de Viatge d'hivern
  - Anglès: Winter Journey (trad. de Pat Lunn). Swan Isle Press. Chicago, 2009.
  - Castellà. Viaje de invierno (trad. de Concha Cardeñoso Sáenz de Miera). Ediciones Destino. Barcelona, 2014.

- Traduccions de Llibre de preludis
  - Castellà: Libro de preludios. (trad. d'Enrique Sordo). Espasa-Calpe. Madrid, 1989.

- Traduccions de L'Home de Sau (novel·la infantil)
  - Castellà: El Hombre de Sau (trad. de Mercedes Caballud). La Galera. Barcelona, 1986.

- Traduccions de La història que en Roc Pons no coneixia (novel·la infantil)
  - Castellà: El extraño viaje que nadie se creyó (trad. de Mercedes Caballud). La Galera. Barcelona, 1981.

- Traduccions de En Pere i el bosc (conte infantil)
  - Castellà: Pedro y el bosque (trad. de Concha Cardeñoso Sáenz de Miera). Editorial Timunmas. Barcelona, 2015.

- Traduccions de Les incerteses
  - Castellà: Las incertidumbres (trad. de Ricard Vela). Ed. Destino. Barcelona, 2015.

## Premis literaris obtinguts

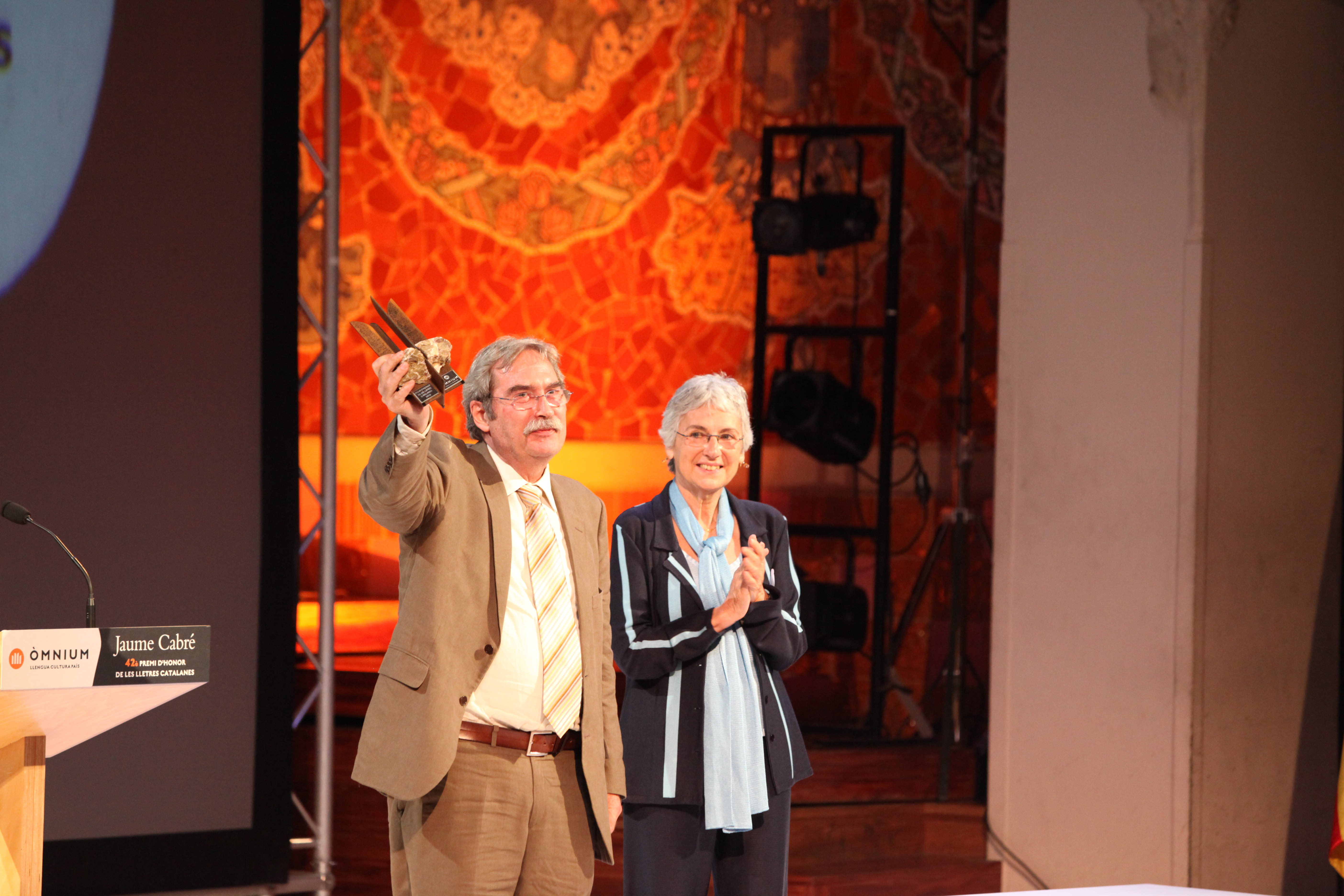
Amb Muriel Casals al Palau de la Música Catalana.

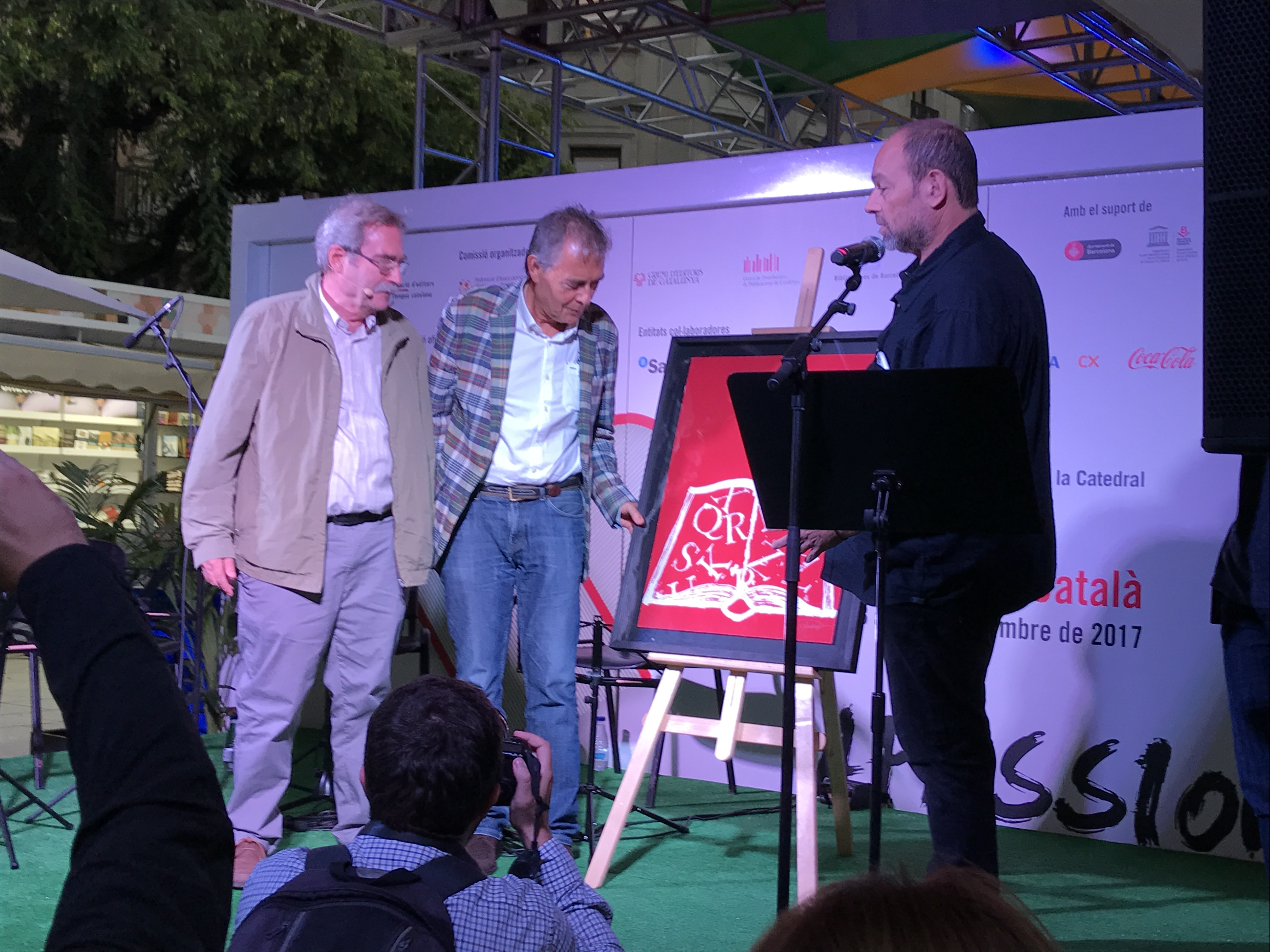
Jaume Cabré (esquerra) rep un quadre del pintor Joan-Pere Viladecans (segon per l'esquerra) dins la Setmana del Llibre en Català, Barcelona 2017.

- Joaquim Ruyra, 1977, per Galceran, l'heroi de la guerra negra
- Fastenrath, 1980, per Carn d'olla
- Recull, 1980, per Tarda lliure
- Crítica Serra d'Or de Literatura Infantil i Juvenil, 1981, per La història que en Roc Pons no coneixia
- Premi Sant Jordi de novel·la, 1984, per La teranyina[1]
- Prudenci Bertrana, 1983, per Fra Junoy o l'agonia dels sons
- Crítica Serra d'Or de novel·la, 1985, per Fra Junoy o l'agonia dels sons
- De la Crítica, 1985, per Fra Junoy o l'agonia dels sons
- Crexells, 1991, per Senyoria
- Lectors d'"El Temps", per Senyoria
- Prudenci Bertrana, 1992, per Senyoria
- Crítica Serra d'Or de novel·la, 1992, per Senyoria
- De la Crítica, 1991, per Senyoria
- Prix Méditerranée a la millor novel·la estrangera, 2004, per Sa Seigneurie
- Premi Nacional de Literatura, 1992, per La Granja
- Ciutat de Barcelona, 1996, per L'ombra de l'eunuc
- Crítica Serra d'Or de novel·la, 1997, per L'ombra de l'eunuc
- Lletra d'Or, 1997, per L'ombra de l'eunuc
- Fundació Enciclopèdia Catalana, 1999, per Viatge d'hivern
- Crítica Serra d'Or de narració, 2001, per Viatge d'hivern
- De la Crítica, 2005, per Les veus del Pamano
- Premi El setè cel, 2007, per Les veus del Pamano
- De la Crítica, 2012, per Jo confesso
- Crítica Serra d'Or de novel·la, 2012, per Jo confesso
- Premi de Narrativa Maria Àngels Anglada, 2012, per Jo confesso[13]
- La Tormenta en un vaso, 2012, per Jo confesso
- Crexells, 2012, per Jo confesso[14]

## Premis a la trajectòria
- Creu de Sant Jordi (2014)
- Premi d'Honor de les Lletres Catalanes (2010), atorgat per Òmnium Cultural
- Premi dels Escriptors Catalans a la trajectòria literària (2003)
- Premi Trajectòria de La Setmana del Llibre en Català (2017)[15]
- Premi Nacional de Cultura (2019)[16]